# Powiat de Lipsko
Le powiat de Lipsko (polonais : powiat lipski) est un powiat (district) de la voïvodie de Mazovie, dans le centre-est de la Pologne.
Elle est née le 1er janvier 1999, à la suite des réformes polonaises de gouvernement local passées en 1998.
Le siège administratif du powiat est la ville de Lipsko, seule ville dans le powiat, qui se trouve à 127 kilomètres au sud de Varsovie, capitale de la Pologne.
Le district couvre une superficie de 747,58 kilomètres carrés. En 2020, sa population totale est de 33 598 habitants.

## Powiaty voisines
La Powiat de Lipsko est bordée des powiaty de : 
- Zwoleń au nord ;
- Opole Lubelskie à l'est ;
- Opatów au sud ;
- Starachowice à l'ouest ;
- Radom au nord-ouest.

## Division administrative

Position des gminy dans la powiat

Le powiat est divisé en six gminy (communes) :
| Gmina                 | Type         | Superficie (km2) | Population (2006) | Siège           |
| Gmina Lipsko          | urbain-rural | 135,2            | 11 538            | Lipsko          |
| Gmina Sienno          | rural        | 147,2            | 6 377             | Sienno          |
| Gmina Ciepielów       | rural        | 135,3            | 5 789             | Ciepielów       |
| Gmina Solec nad Wisłą | rural        | 137,4            | 5 633             | Solec nad Wisłą |
| Gmina Rzeczniów       | rural        | 103,7            | 4 731             | Rzeczniów       |
| Gmina Chotcza         | rural        | 88,8             | 2 601             | Chotcza         |

## Démographie
Données du 31 décembre 2012:
| description | Total  | Total | Femmes | Femmes | Hommes | Hommes |
| ----------- | ------ | ----- | ------ | ------ | ------ | ------ |
| Unité       | Nombre | %     | Nombre | %      | Nombre | %      |
| Population  | 35 892 | 100   | 18 100 | 50,43  | 17 792 | 49,57  |
| Urbain      | 5 895  | 16,42 | 3 042  | 8,48   | 2 853  | 7,95   |
| Rural       | 29 997 | 83,58 | 15 058 | 41,95  | 14 939 | 41,62  |

## Histoire
De 1975 à 1998, les différents gminy du powiat actuelle appartenaient administrativement à la Voïvodie de Radom.

La Powiat de Lipsko est créée le 1er janvier 1999, à la suite des réformes polonaises de gouvernement local passées en 1998 et est rattachée à la voïvodie de Mazovie.